# Xanthorhoe amorata
Xanthorhoe amorata là một loài bướm đêm trong họ Geometridae.